# سیارک ۵۶۸۴
سیارک ۵۶۸۴ (به انگلیسی: 5684 Kogo، نامگذاری:1990UB2) پنج هزار و ششصد و هشتاد و چهارمین سیارک کشف شده‌است که در ۲۱ اکتبر ۱۹۹۰ کشف شد.
قدر مطلق سیارک برابر ۱۴٫۳۰ است.